# Lech Pijanowski

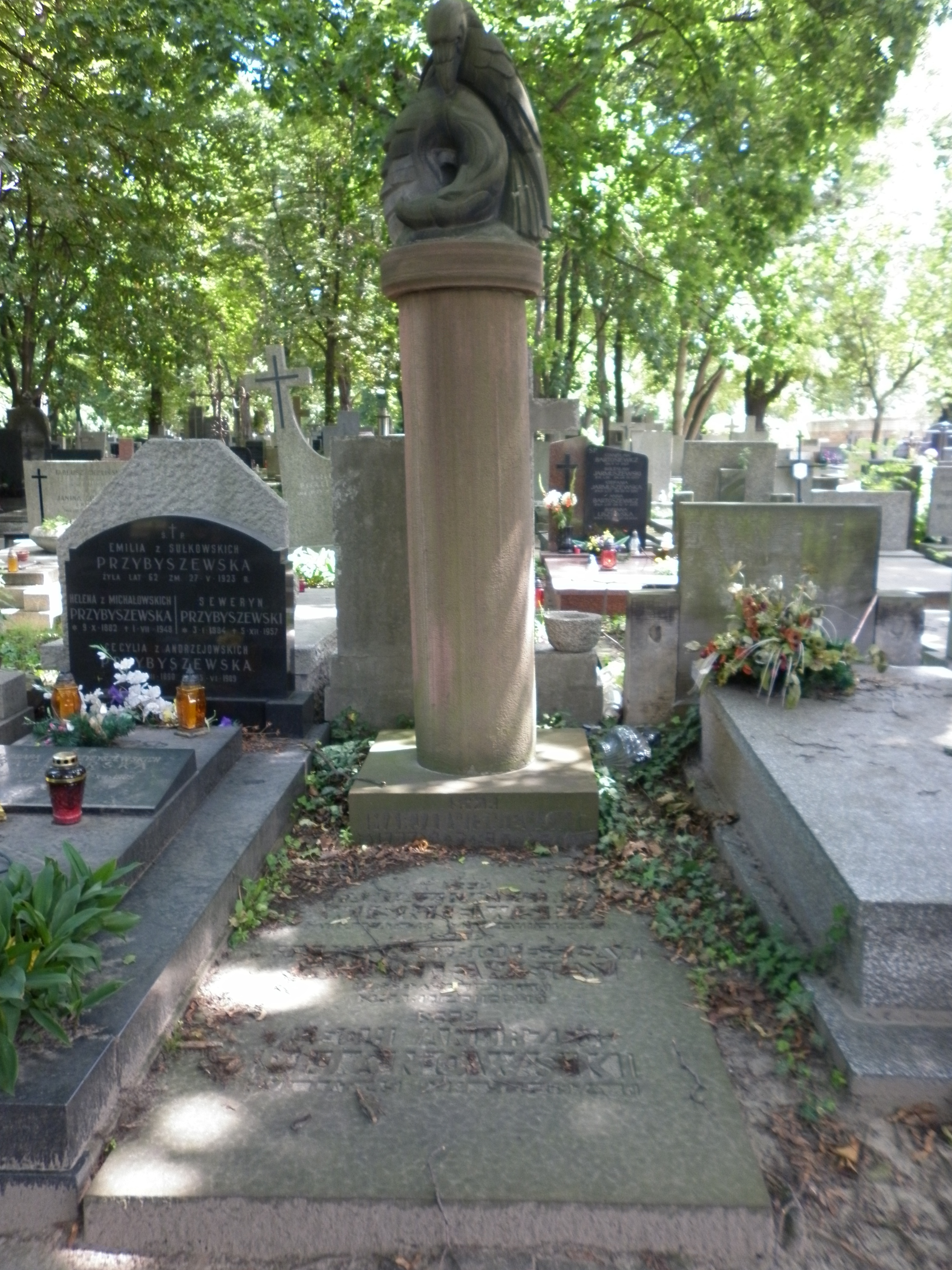
Grób Lecha Pijanowskiego na cmentarzu Powązkowskim w Warszawie

Lech Andrzej Pijanowski, ps. „Janusz Jaxa” (ur. 26 lipca 1928 w Warszawie, zm. 6 stycznia 1974 tamże) – polski krytyk filmowy i telewizyjny, reżyser, scenarzysta.

## Życiorys
Po zakończeniu II wojny światowej uczęszczał do warszawskiego Liceum im. Tadeusza Reytana w jego filii mieszczącej się w Skolimowie i Konstancinie. Popularyzator i pomysłodawca gier. Pomysłodawca scenariuszy do szeregu filmów fabularnych, filmów dokumentalnych, a także – szczególnie po 1963 – filmów animowanych (takich jak: Kartoteka, Bzz, Ja i on). Również reżyser filmów dokumentalnych (Gospodarze gminy Bełda, Proces).
W czwartkowym dodatku do „Życia Warszawy” pt. „Życie i Nowoczesność” prowadził stałą rubrykę Rozkosze łamania głowy, poświęconą zagadkom logicznym i łamigłówkom, oraz stały dział Gry logiczne w miesięczniku „Problemy”.
Zmarł w 1974, jest pochowany na cmentarzu Powązkowskim w Warszawie (kwatera 330-VI-23).

## Życie prywatne
Ojciec Wojciecha Pijanowskiego i mąż aktorki Marii Broniewskiej (przybranej córki poety Władysława Broniewskiego).

## Wybrane publikacje książkowe
- Małe abecadło filmowe, Warszawa, Wydawnictwa Artystyczne i Filmowe, 1960
- Telewizja na co dzień, Warszawa, Wydawnictwo Związkowe CRZZ, 1968
- Przewodnik gier, Warszawa, Iskry, 1972
- Rozkosze łamania głowy, Warszawa, Iskry, 1972
- Dawne pasjanse polskie: księga pasjansów, Warszawa, „Prasa-Książka-Ruch”, 1974
- Skarbnica gier, Warszawa, Młodzieżowa Agencja Wydawnicza, 1981
- Kubo, wycieczka w krainę geometrii, czyli spotkanie z kilkoma milionami łamigłówek, Warszawa, Horyzonty, 1972.

## Filmografia (filmy fabularne)
- 1961: Droga na Zachód – scenariusz
- 1964: Barbara i Jan (serial) – scenariusz i pomysł
- 1971: Kłopotliwy gość – scenariusz i pomysł